# SV Hubentut Fortuna
SV Hubentut Fortuna (auch SV Hubentud Fortuna) ist ein Fußballverein aus Willemstad auf der Insel Curaçao und spielt in der Saison 2015 in der Promé Divishon, der höchsten Spielklasse des nationalen Fußballverbands von Curaçao. Der Verein ist dreimaliger Gewinner der Sekshon Pagá und gewann in der Saison 2009 die Kopa Antiano.

## Erfolge
- Kopa Antiano[2]

Meister: 2009
- Sekshon Pagá[3]

Meister: 2009, 2009/10, 2010/11